# اسپارک+

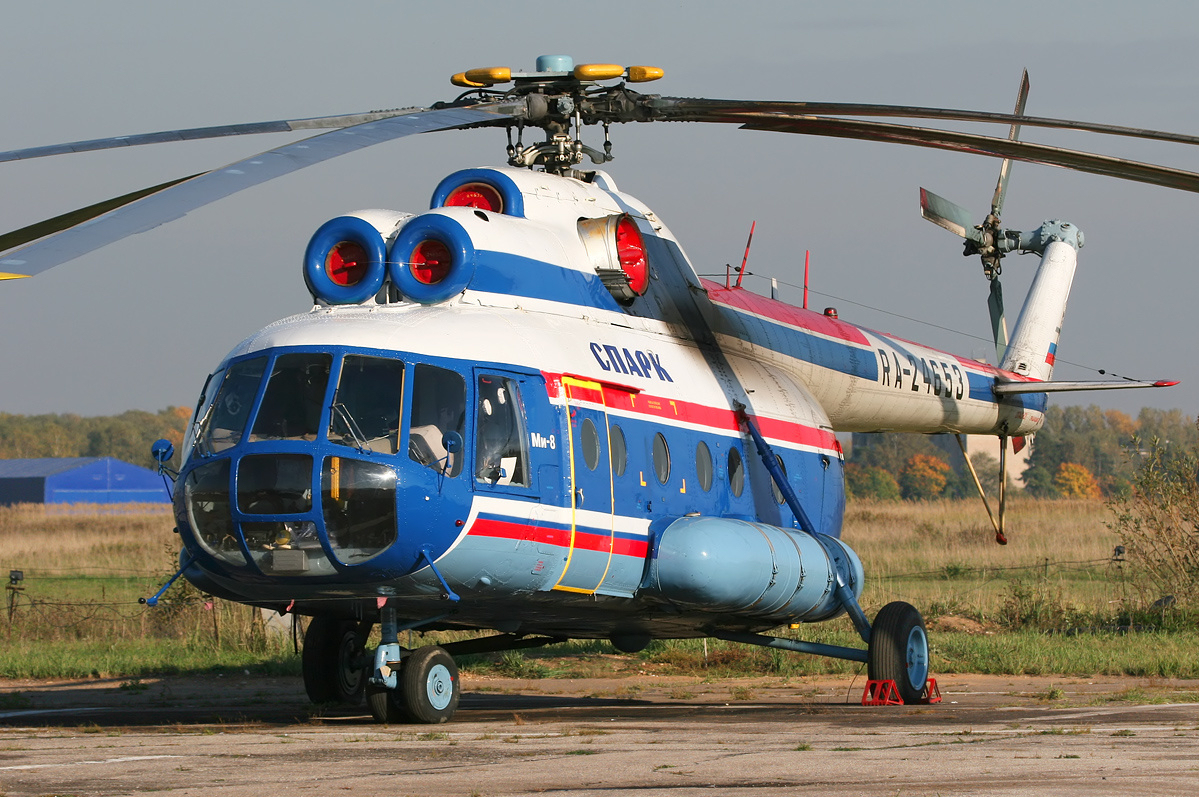
بالگرد mil mi 8 اسپارک+ محصولی از اسپارک

اسپارک+ (به انگلیسی: Spark+) یک شرکت هواپیمایی بود که در تاریخ ۱۹۹۸ میلادی تأسیس شده است. دفتر مرکزی اسپارک+ در سن پترزبورگ، روسیه واقع شده‌است.